# Hudžefa I.
Hudžefa I. byl vládce starověkého Egypta z 2. dynastie. Do 19. století pokládali egyptologové jeho jméno za skutečné jméno panovníka, později se vykládalo i ve významu „vymazaný“.

## Léta panování
Vládl patrně v letech 2736–2734 př. n. l. a nepatří mezi nesporné vládce Egypta. Některé známé seznamy králů jej neuvádějí, jiné ho řadí stejně jako Neferkare a Neferkasokara mezi Peribsena a Chasechemueje. Na seznamu kralů ze Sakkáry a Turínském královském papyrusu je zapsán mezi Neferkasokarem a Chasechemuejem.
Hudžefa ale pravděpodobně není vlastní jméno, neboť slovo znamená v egyptštině „zničený“. První písař poznamenal, že jedno jméno je nečitelné, a jeho nástupce-opisovač to interpretoval jako jméno panovníka.